# Izydor Gąsienica-Łuszczek
Izydor Gąsienica-Łuszczek (* 29. März 1912 in Zakopane, Galizien, Österreich-Ungarn; † 5. Oktober 1992 ebenda) war ein polnischer nordischer Skisportler und KZ-Überlebender.

## Werdegang

### Sportkarriere

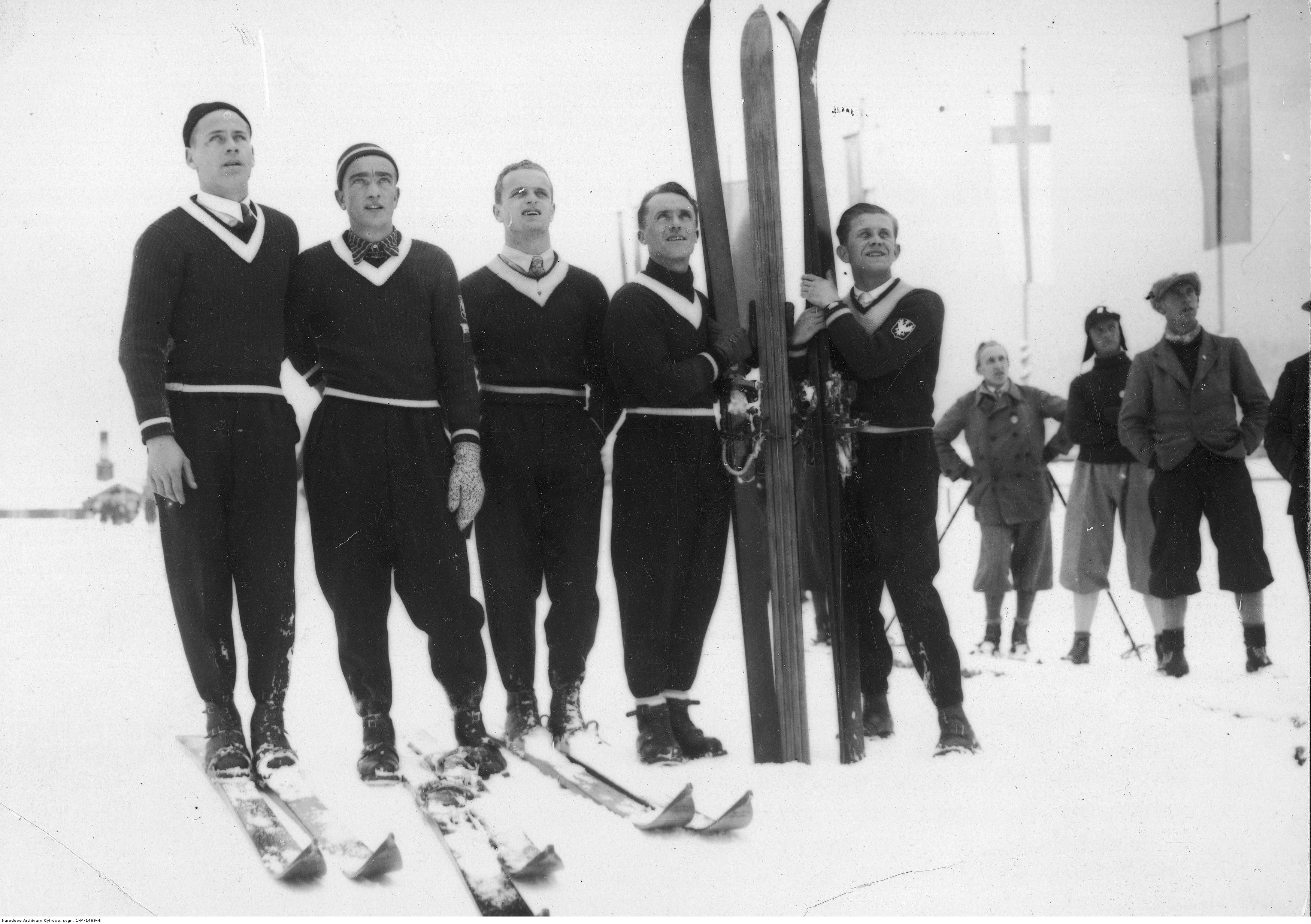
Gąsienica-Łuszczek (erster von rechts) mit S. Marusarz (erster v. l.) und B. Czech (zweiter v. r.) 1935

Nachdem Gąsienica-Łuszczek aufgrund seiner schmächtigen Statur von den Skivereinen Sokół Zakopane und SN PTT Zakopane abgelehnt wurde, willigte der Leiter der Zakopaner Zweigstelle des Vereins TS Wisła, Franciszek Wagner, die Schulung bei TS Wisła Zakopane ein. Seine ersten Erfolge stellten sich Anfang der 1930er Jahre ein. Als nordischer Skisportler mit Fokus auf die Nordische Kombination lagen seine Stärken eher im Skispringen als im Laufen. Dennoch gewann er seine erste nationale Medaille im Dezember 1931 mit der 5 × 10-km-Staffel. 1932 wurde er sowohl polnischer Vizemeister im Skispringen als auch in der Kombination. Darüber hinaus platzierte er sich in zahlreichen nationalen und regionalen Wettkämpfen unter den besten Fünf. Obwohl er sich mit diesen Leistungen Hoffnungen auf eine Nominierung zu den Olympischen Winterspielen 1932 gemacht hatte, wurde er nicht berücksichtigt. Im Februar 1933 gewann Gąsienica-Łuszczek in der Nordischen Kombination seinen einzigen Meistertitel vor den favorisierten Bronisław Czech und Andrzej Marusarz. Auf nationaler Ebene nahm er auch an Ski-Alpin-Wettbewerben teil, gewann allerdings keine Medaillen.
Nachdem er 1930 bereits am Militärpatrouillenlauf der Nordischen Skiweltmeisterschaften teilgenommen und einen achten Rang erzielt hatte, belegte er drei Jahre später bei den Nordischen Skiweltmeisterschaften 1933 in Innsbruck im Skisprungwettbewerb von der Bergiselschanze ebenso den achten Platz. In der Kombination kam er auf dem 35. Rang ins Ziel, wohingegen es im 18 km-Skilanglauf nur zum 109. Platz reichte. Ein Jahr später konnte er sich im Skilanglauf über 18 Kilometer nur geringfügig verbessern und belegte bei den Nordischen Skiweltmeisterschaften 1934 in Sollefteå den 101. Platz. Den Kombinationswettbewerb schloss er auf dem neunzehnten Platz ab, im Skispringen platzierte er sich auf Rang 24.
Bei den Reichsskimeisterschaften in Garmisch-Partenkirchen 1935 kamen erneut seine Stärken und Schwächen zum Vorschein. Während er den Kombinationslanglauf auf dem 113. Platz beendete, schloss er den Kombinationssprunglauf als Zwölfter ab, sodass es in der Gesamtabrechnung für den 28. Rang reichte. Wenige Wochen später startete Gąsienica-Łuszczek bei den Nordischen Skiweltmeisterschaften 1935 in Vysoké Tatry, wo er im Skispringen nach Sprüngen auf 53 und 50 Metern mit Sturz den 48. Platz belegte.
Seinen letzten Wettkampf absolvierte er 1938 im Rahmen der polnischen Skimeisterschaften, bei denen er im Skisprungwettbewerb Sechzehnter wurde.

### Häftling im Zweiten Weltkrieg
Nach seiner Karriere blieb er dem Skisport verbunden und leitete eine Skireparaturwerkstatt in Zakopane. Diese wurde während der Besetzung zur Anlaufstelle für Polen, die nach Ungarn flohen. Am 23. Februar 1940 wurde Gąsienica-Łuszczka von der Gestapo verhaftet und im Hotel Palace in Zakopane gefoltert. Anschließend wurde er im Nowotarska-Gefängnis und im Gefängnis Montelupich in Krakau inhaftiert, bevor er im Juni 1940 in das Konzentrationslager Auschwitz gebracht wurde, wo er die Nummer 783 erhielt. Dort begegnete er unter anderem seinem früheren Sportkollegen Bronisław Czech. Nach der Evakuierung des Lagers wurde er in die Lager Sachsenhausen und Oranienburg geschickt. Am 2. Mai 1945 retteten die US-Amerikaner den Transport mit Gąsienica-Łuszczek und anderen Gefangenen.

### Beisetzung
Nach seinem Tod 1992 wurde er auf dem Neuen Friedhof (Nowy Cmentarz w Zakopanem) in Zakopane beerdigt.